# Závadka (powiat Michalovce)
Závadka – wieś (obec) na Słowacji położona w kraju koszyckim, w powiecie Michalovce. Pierwsze wzmianki o miejscowości pochodzą z roku 1418. 
Według danych z dnia 31 grudnia 2012, wieś zamieszkiwały 464 osoby, w tym 244 kobiety i 220 mężczyzn.
W 2001 roku rozkład populacji względem narodowości i przynależności etnicznej wyglądał następująco:
- Słowacy – 97,01%
- Czesi – 0,25%
- Romowie – 1,75%
- Rusini – 0,75%

Ze względu na wyznawaną religię struktura mieszkańców kształtowała się w 2001 roku następująco:
- Katolicy rzymscy – 39,65%
- Grekokatolicy – 16,96%
- Ewangelicy – 1,75%[a]
- Prawosławni – 13,47%
- Ateiści – 2,49%